# Кубок Болгарії з футболу 2008—2009
Кубок Болгарії з футболу 2008—2009 — 69-й розіграш кубкового футбольного турніру в Болгарії. Титул вдруге поспіль здобув Литекс.

## Календар
| Раунд            | Дата                         | Матчі | Клуби   |
| ---------------- | ---------------------------- | ----- | ------- |
| Попередній раунд | 15 жовтня 2008               | 3     | 51 → 48 |
| Перший раунд     | 29 жовтня 2008               | 16    | 48 → 32 |
| 1/16 фіналу      | 11 листопада - 3 грудня 2008 | 16    | 32 → 16 |
| 1/8 фіналу       | 7 грудня 2008                | 8     | 16 → 8  |
| 1/4 фіналу       | 4 березня 2009               | 4     | 8 → 4   |
| 1/2 фіналу       | 29 квітня 2009               | 2     | 4 → 2   |
| Фінал            | 26 травня 2009               | 1     | 2 → 1   |

## 1/16 фіналу
| Команда 1                 | Рахунок | Команда 2                |
| ------------------------- | ------- | ------------------------ |
| 11 листопада 2008         |         |                          |
| Любимець (2)              | 1:2     | Вихрен                   |
| Міньор (Раднево) (2)      | 0:2     | Сливен                   |
| 12 листопада 2008         |         |                          |
| Балкан (Ботевград) (2)    | 1:0     | Локомотив (Мездра)       |
| Спартак (Варна)           | 1:2     | Пірін (Благоєвград)      |
| Видима-Раковскі (2)       | 1:0     | Чавдар (Єтрополе) (2)    |
| Литекс                    | 2:0     | Ботев (Пловдив)          |
| ЦСКА (Софія)              | 2:1 дч  | Локомотив (Пловдив)      |
| Чавдар (Бяла Слатина) (2) | 1:2     | Спартак (Пловдив)        |
| Пирин (Гоце Делчев) (2)   | 3:0     | Беласиця (Петрич)        |
| Мариця (Пловдив) (2)      | 2:0     | Спортіст (Своге) (2)     |
| Несебир (2)               | 1:0 дч  | Чорноморець (Балчик) (2) |
| Монтана (2)               | 2:0 дч  | Пірін (Благоєвград) (2)  |
| 13 листопада 2008         |         |                          |
| Ботев (Криводол) (2)      | 2:1     | Славія (Софія)           |
| Родопа (Смолян) (2)       | 2:1 дч  | Чорноморець (Бургас)     |
| 26 листопада 2008         |         |                          |
| Локомотив (Софія)         | 1:2 дч  | Левскі                   |
| 3 грудня 2008             |         |                          |
| Міньор (Перник)           | 2:1 дч  | Черно море               |

## 1/8 фіналу
| Команда 1              | Рахунок | Команда 2               |
| ---------------------- | ------- | ----------------------- |
| 7 грудня 2008          |         |                         |
| Мариця (Пловдив) (2)   | 1:5     | Литекс                  |
| Балкан (Ботевград) (2) | 0:5     | ЦСКА (Софія)            |
| Монтана (2)            | 0:2     | Пірін (Благоєвград)     |
| Спартак (Пловдив)      | 2:3     | Віхрен                  |
| Видима-Раковскі (2)    | 0:3     | Міньор (Перник)         |
| Родопа (Смолян) (2)    | 1:3     | Ботев (Криводол) (2)    |
| Несебир (2)            | 2:1     | Пирин (Гоце Делчев) (2) |
| Левскі                 | 2:1     | Сливен                  |

## 1/4 фіналу
| Команда 1            | Рахунок      | Команда 2           |
| -------------------- | ------------ | ------------------- |
| 4 березня 2009       |              |                     |
| Несебир (2)          | 1:5          | Литекс              |
| ЦСКА (Софія)         | 1:1 пен. 3:5 | Пірін (Благоєвград) |
| Віхрен               | 0:2          | Левскі              |
| Ботев (Криводол) (2) | 1:4          | Міньор (Перник)     |

## 1/2 фіналу
| Команда 1           | Рахунок | Команда 2 |
| ------------------- | ------- | --------- |
| 29 квітня 2009      |         |           |
| Міньор (Перник)     | 0:1     | Литекс    |
| Пірін (Благоєвград) | 1:0     | Левскі    |

## Фінал
| 26 травня 2009 20:30 (EEST) |

| Пірін (Благоєвград) | 0:3      | Литекс                           |
| ------------------- | -------- | -------------------------------- |
|                     | Протокол | Ніфлор 20' Дока 72' Бібішков 86' |

| «Георгі Аспарухов», Софія Глядачів: 10 000 Арбітр: Стефан Спасов |